# يوجين فيكتور دبس
يوجين فيكتور «جين» دبس (بالإنجليزية: Eugene V. Debs) (من 5 من نوفمبر 1855م حتى 20 من أكتوبر 1926م) كان رئيس اتحاد العمال الأمريكي، وهو أحد الأعضاء المؤسسين لمنظمة العمال الصناعيين في العالم (IWW)، وكان مرشح الحزب الاشتراكي الأمريكي لمنصب رئيس الولايات المتحدة عدة مرات. يعتبر دبس واحدًا من أشهر الزعماء الاشتراكيين في الولايات المتحدة الأمريكية، وذلك لترشحه للرئاسة عدة مرات، بالإضافة إلى عمله مع العديد من الحركات العمالية.
في بداية مسيرته السياسية، كان دبس عضوًا في الحزب الديمقراطي. بعد ذلك، تم اختياره ليكون الممثل الديمقراطي في جمعية إنديانا العامة في 1884. وبعد أن عمل مع العديد من الاتحادات الصغيرة، مثل رابطة رجال إطفاء ومهندسي القاطرات، لعب دبس دورًا هامًا في في تأسيس اتحاد عمال السكة الحديد الأمريكي (ARU)، وهو أول اتحاد نقابي صناعي شهدته الأمة وقتها. وعندما أضرب اتحاد عمال السكة الحديد الأمريكي ضد تخفيض الأجور في شركة بولمان للسيارات، استخدم الرئيس الأمريكي جروفر كليفلاند جيش الولايات المتحدة لفض الإضراب. وحينها، سُجن دبس بسبب عدم اتباعه للإنذار القضائي الصادر ضد الإضراب، لأنه كان رئيس اتحاد عمال السكة الحديد وقتها.
وفي السجن، تعلم دبس أكثر عن الاشتراكية، ومضى في مسيرته ليصبح أبرز زعيم اشتراكي في العقود الأولى من القرن العشرين. خاض يوجين دبس الانتخابات الرئاسية عدة مرات، حيث كان مرشح الحزب الاشتراكي في 1900، و1904، و1908، و1912، و1920، وكانت المرة الأخيرة من زنزانته في السجن.
اشتهر دبس ببراعته في الخطابة، وتسببت إحدى خطبه المناهضة لمشاركة أمريكا في الحرب العالمية الأولى أن يتم القبض عليه للمرة الثانية، في عام 1918. وقد تمت معاقبة دبس بموجب قانون التجسس لعام 1917، وصدر ضده حكم بالسجن لمدة عشر سنوات. وفي عام 1921، أمر الرئيس الأمريكي وارن هاردن أن يتم تخفيف عقوبة دبس. توفي يوجين دبس عام 1926، وذلك بعد أن تم إرساله إلى المصحة بفترة قصيرة.

## نشاطه العمالي
كانت منظمات السكك الحديدية منظمات محافظة نسبياً، حيث ركزت على تقديم الخدمات للعمال بدلاً من إجراء المفاوضات. كان شعارهم هو «الخدمة والازدهار والصناعة». ركز دبس في البداية بصفته رئيس تحرير المجلة الرسمية لمنظمة رجال الإطفاء المتنقلين على تحسين برامج التأمين ضد الوفاة والعجز لدى العاملين. وشدد خلال أوائل الثمانينيات من القرن التاسع عشر على مواضيع الارتقاء بالذات: من خلال الاعتدال والعمل الجاد والصدق. رأى دبس أيضًا أن «العمل ورأس المال صديقان» وعارض تنظيم الإضرابات كوسيلة لتسوية الخلافات. لم تسمح المنظمة بتنظيم اضراب منذ تأسيسها في الفترة بين عامي 1873 و1887، وهو إنجاز كان مصدر فخر لدبس. قامت شركات السكك الحديدية بدعم المنظمة ومنحهم امتيازات مثل النقل المجاني إلى مؤتمراتهم. كما دعا دبس مدير السكك الحديدية هنري لورد ليقوم بالكتابة للمجلة. كتب المؤرخ ديفيد شانون تلخيصًا لفكر دبس في تلك الفترة: «كان دبس هو السلام والتعاون بين العمال ورأس المال، لكنه توقع أن تعامل الإدارة العمال باحترام وعدل».
أصبح دبس مقتنعًا تدريجيًا بالحاجة إلى مقاربة أكبر لأن السكك الحديدية كانت شركات قوية تدعم الاقتصاد. كان أحد العوامل مشاركته في اضراب بورلينغتون للسكك الحديدية عام 1888 حيث حصل ظلم للعمال مما أقنع دبس بضرورة التنظيم والتعاون في جميع الخطوط الحديدية. أعدّ استقالته من المنظمة في عام 1893، وأنشأ دبس واحدة من أولى النقابات الصناعية في الولايات المتحدة الأمريكية تحت اسم اتحاد السكك الحديدية الأمريكية (ARU) للعمال. تم انتخابه رئيسًا للاتحاد عند تأسيسه، وانتخب زميله منظم العمل في مجال السكك الحديدية جورج هوارد كنائب للرئيس. أنجز الاتحاد بنجاح خط السكة الحديدية الشمالي الكبير في أبريل 1894، وفاز بمعظم مطالبه.

### إضراب بولمان
انضم دبس في عام 1894 إلى اضراب بولمان الذي نشأ بسبب الخلاف على التعويضات وقد أطلقه العمال الذين قاموا بإنشاء عربات القطار التي صنعتها شركة قصر بولمان للسيارات. خفضت شركة بولمان الأجور بسبب انخفاض الإيرادات بعد الذعر الاقتصادي في عام 1893، ووصلت نسبة التخفيض إلى 28٪. كان الكثير من العمال أعضاء في اتحاد السكك الحديدية الأمريكية مسبقًا، وطلبوا دعم النقابة في مؤتمرها في شيكاغو في إلينوي. حاول دبس إقناع أعضاء الاتحاد الذين عملوا في السكك الحديدية بأن الاضراب كان محفوفًا بالمخاطر من خلال تسليط الضوء على العداء بين كل من السكك الحديدية والحكومة الفيدرالية وضعف الاتحاد، واحتمال قيام النقابات الأخرى بكسر الإضراب. تجاهل أعضاء الاتحاد تحذيراته ورفضوا التعامل مع شركة عربات بولمان أو أي عربات سكك حديدية أخرى مرتبطة بها بما في ذلك سيارات بريد الولايات المتحدة الأمريكية. تراجع دبس وقرر المشاركة في الإضراب بعد أن وسّع مدير مجلس اتحاد السكك الحديدية الأمريكية مارتن إليوت الإضراب إلى سانت لويس، حيث تضاعف حجمه إلى 80000 عامل، وقد شارك فيه جميع أعضاء اتحاد السكك الحديدية الأمريكية تقريبًا في المنطقة الملاصقة لشيكاغو. نُشرت مقالة افتتاحية في صحيفة نيويورك تايمز بتاريخ 9 يوليو / تموز من عام 1894 وصفت دبس بأنه: «ينتهك القانون بشكل كبير، عدو للجنس البشري». ضغط المضربون من خلال مقاطعة سيارات بولمان، أصبح الاضراب تحت قيادة دبس في النهاية وعرف باسم «تمرد دبس».
تدخلت الحكومة الفيدرالية وحصلت على أمر قضائي ضد الإضراب بسبب قولهم إن المضربين قد عرقلوا خدمة البريد الأمريكي وعربات بولمان برفضهم مزاولة العمل.
أرسل الرئيس جروفر كليفلاند (الذي دعمه دبس في حملاته الانتخابية الرئاسية الثلاث) جيش الولايات المتحدة لتنفيذ الأمر القضائي. وكان دخول الجيش كافيًا لكسر الإضراب. وفي النهاية قُتل 30 مشاركا في الإضراب، 13 منهم في شيكاغو، وأدرج الآلاف في القائمة السوداء. تم تدمير ممتلكات تقدر قيمتها بـ 80 مليون دولار، وأُدين دبس بتهمة رفض قرارات المحكمة بسبب انتهاكه أمر قضائي وتم إرساله إلى السجن الفيدرالي.
مثل دبس في المحكمة المحامي كلارنس دارو، وهو محامٍ أمريكي بارز مهتم بالحريات المدنية، والذي كان في السابق محامياً لشركة السكك الحديدية. وعلى الرغم من الاعتقاد الشائع بأن دارو قد غير فريقه بتمثيل دبس، كان دارو قد استقال مسبقا من شركة خطوط السكك الحديدية بعد وفاة معلمه ويليام جودي. أقر قرار المحكمة العليا في القضية لاحقا حق الحكومة الفيدرالية في تنفيذ أمر المحكمة.

## الزعيم الاشتراكي
لم يكن دبس اشتراكيًا عندما اعتقل بتهمة عرقلة خدمة البريد. تلقى دبس ورفاقه من اتحاد السكك الحديدية الأمريكية مجموعة من الرسائل والكتب والنشرات في البريد من الاشتراكيين في جميع أنحاء البلاد أثناء وجودهم لمدة ستة أشهر في السجن في وودستوك في إلينوي. قال دبس بعد عدة سنوات:
«بدأت في قراءة وتحليل بنية النظام الذي يمكن للعاملين فيه أن يتفرقوا ويتعرضوا للضرب وينقسموا بضربة واحدة مهما كانوا منظمين. أرسل بيلامي وبلاتشفورد كتاباتهم إليّ في وقت سابق. أعجبني أيضًا تعاون حزب الكومونويلث، لكن كتابات كاوتسكي كانت واضحة وحاسمة لدرجة أنني فهمتها بسهولة، ولاحظت أيضا كلامه المفعم بالاشتراكية، أشكره هو وكل من ساعدني في الخروج من الظلام إلى النور.»
زار محرر صحيفة ميلووكي الاشتراكية فيكتور بيرجر دبس في السجن، حيث قال دبس عنه أنه: «أتى إلى وودستوك وقام بتسليمي أول رسالة اشتراكية تحفيزية سمعت عنها». ذُكر في نعوته عام 1926 في مجلة التايم أن بيرغر ترك له نسخة من كتاب رأس المال حيث قرأه دبس ببطء وشغف وحماس. خرج دبس من السجن في نهاية عقوبته رجلاً آخر. وأمضى العقود الثلاثة الأخيرة من حياته في خدمة القضية الاشتراكية.
بدأ دبس حياته السياسية الاشتراكية بعد إطلاق سراحه مع مارتن إليوت من السجن في عام 1895. أقنع دبس أعضاء اتحاد السكك الحديدية الأمريكية بالانضمام إلى منظمة تابعة لحزب كومونويلث التعاوني لتأسيس الديمقراطية الاجتماعية الأمريكية. كانت زوجة دبس كيت معارضة للاشتراكية. وكانت «تربطه علاقة متوترة مع زوجته التي ترفض القيم والافكار التي تبناها وأحبها»، مثّلت هذه القصة أساس رواية إرفينغ ستون تحت عنوان (خصام في المنزل).

### الانسحاب لتأسيس الحزب الديمقراطي الاجتماعي
حدث انقسام كبير في الحزب الديمقراطي الاجتماعي الأمريكي (SDA) الذي أسسه يوجين دبس في عام 1897 مما تبقى من أعضاء اتحاد السكك الحديدية الأمريكي بين أولئك الذين فضلوا تكتيك تأسيس سلسلة من المجموعات لبناء الاشتراكية بشكل عملي والآخرين الذين فضلوا إنشاء حزب سياسي اشتراكي على النمط الأوروبي بهدف الاستيلاء على الجهاز الحكومي من خلال صندوق الاقتراع. كانت اتفاقية حزيران / يونيو لعام 1898 هي الأخيرة للمنظمة مع استقالة جناح العمل السياسي للأقلية منها لإنشاء منظمة جديدة هي الحزب الاشتراكي الديمقراطي الأمريكي (SDP).
انتخب دبس رئيسًا للمجلس التنفيذي للمجلس الوطني، وهو المجلس الذي كان يحكم الحزب. وعلى الرغم من أن الحزب لم يكن لديه شخصية واحدة تصدر قراراته، إلا أن منصب دبس كرئيس وسمعته أعطوه مكانة رمزية في الحزب.

### الانتخابات الرئاسية
كان دبس أول المرشحين لتسلم منصب فيدرالي للحزب الاشتراكي الناشئ جنبًا إلى جنب مع إليوت، حيث خاض الانتخابات الرئاسية وانتخابات الكونجرس دون نجاح في عام 1900. حصل دبس إلى جانب زميله في الانتخابات جوب هاريمان على 87945 صوتًا (0.6٪ من الأصوات الشعبية) ولم يحصل على أي أصوات انتخابية.
وحّد كل من الحزب الاشتراكي الديمقراطي والمعارضين الذين انفصلوا عن حزب العمل الاشتراكي في عام 1899 القوى في مؤتمر الوحدة الاشتراكية الذي عقد في إنديانابوليس في صيف عام 1901، وهو الاجتماع الذي أنشأ الحزب الاشتراكي الأمريكي (SPA).
كان دبس مرشح الحزب الاشتراكي الأمريكي لمنصب الرئيس لأعوام 1904 و1908 و1912 و1920 (آخر مرة وهو في السجن). حصل دبس في انتخابات عام 1904 على 402810 صوت ما كان يمثل 3٪ من الأصوات الشعبية، ولم يحصل على أي أصوات انتخابية، وفي النهاية صنف دبس مع بن هانفورد المرشح لمنصب نائب الرئيس على المركز الثالث في الانتخابات. خاض دبس انتخابات عام 1908 مرة أخرى مع هانفورد، وحصل على عدد أكبر قليلاً من الأصوات الشعبية (420852 صوت) ما كان يمثل 2.8٪ من الأصوات الشعبية ولم يحصل على أي أصوات انتخابية. حصل دبس في انتخابات عام 1912 على 6 ٪ من الأصوات الشعبية (أي ما مجموعه 901551 صوتًا). واحتل المركز الثاني في الانتخابات في فلوريدا خلف ويلسون وتجاوز الرئيس ويليام هوارد تافت والرئيس السابق تيدي روزفلت. خاض انتخابات عام 1920 إلى جانب إميل سيدل ولم يتلقى أيضا أي أصوات انتخابية. يبقى مجموع الأصوات التي حصل عليها والتي تبلغ 913693 صوتًا أعلى نسبة على الإطلاق لمرشح الحزب الاشتراكي وكان ذلك عندما حصلت النساء أخيرًا على الحق الفيدرالي في التصويت. كان حجم التصويت ملفتًا للنظر لأن دبس كان في ذلك الوقت سجينًا فيديراليًا بتهمة التحريض على التمرد ولم يكن مؤهلاً ليكون رئيسًا، رغم أنه وعد بالعفو عن نفسه إذا تم انتخابه.
وعلى الرغم من نجاحه كمرشح من طرف حزب ثالث (ليس ديمقراطي أو جمهوري)، إلا أن دبس كان يرفض بشكل كبير العملية الانتخابية لأنه لا يثق في الصفقات السياسية التي أبرمها فيكتور بيرجر وغيره من الاشتراكيين للفوز بالمناصب المحلية. لقد أولى اهتماما أكبر بكثير لتنظيم العمال في نقابات، مفضلاً النقابات التي جمعت جميع العمال في صناعة معينة على تلك النقابات التي انشأها العمال الذين يمارسون المهارات الحرفية.

## وصلات خارجية
- يوجين فيكتور دبس على موقع الموسوعة البريطانية (الإنجليزية)
- يوجين فيكتور دبس على موقع ميوزك برينز (الإنجليزية)
- يوجين فيكتور دبس على موقع إن إن دي بي (الإنجليزية)
- Eugene V. Debs Foundation Museum and memorial in Deb's home from 1890 till death in 1926
- Eugene V. Debs Internet Archive, Marxists Internet Archive, www.marxists.org/  – Includes extensive collection of Debs' writings.
- Eugene Debs Page from the Antiauthoritarian Encyclopedia
- Debs Tendency at American Socialist Party.
- يوجين فيكتور دبس على مشروع الدليل المفتوح
- Eugene Debs on the IWW Memorial Page
- Other photos of Debs
- Justice Holmes and the 'Splendid Prisoner' Anthony Lewis on Debs from The New York Review of Books
- "Eugene Debs, Presidential Contender" from C-SPAN's The Contenders
- Historic film footage of Eugene Debs departing Atlanta penitentiary after presidential pardon, and exiting White House after visiting Harding